# James Lackaye

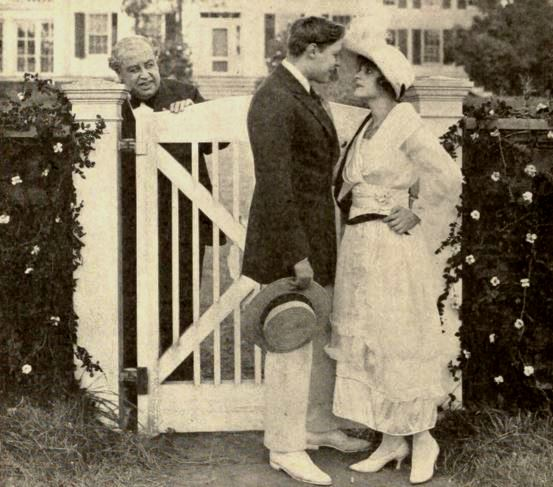
Escena de Pals First (1918), con James Lackaye, Harold Lockwood y Rubye De Remer

James Lackaye (5 de diciembre de 1867 – 8 de junio de 1919) fue un actor y director cinematográfico de nacionalidad estadounidense, activo en la época del cine mudo.

## Biografía
Nacido en Washington D. C., en el seno de una familia dedicada al mundo del espectáculo, trabajó en el teatro. A los 44 años de edad, en 1913, debutó en la pantalla en un film de Ralph Ince. 
Ese mismo año dirigió cuatro películas que fueron su única aportación como director. Su carrera como actor para la pantalla transcurrió entre 1913 y 1918, año en el que se retiró del cine, trabajando en un total de 37 producciones.
James Lackaye falleció en 8 de junio de 1919 en Nueva York, a causa de una neumonía. Tenía 51 años de edad.

## Filmografía completa

### Actor
- Two's Company, Three's a Crowd, de Ralph Ince (1913)
- Bingles Mends the Clock, de Frederick A. Thomson (1913)
- Two Souls with But a Single Thought; or, A Maid and Three Men, de Bert Angeles (1913)
- Counsellor Bobby, de Laurence Trimble (1913)
- If Dreams Came True; or, Who'd Have Thunk It? (1913)
- Three to One (1913)
- The Forgotten Latchkey, de Ralph Ince (1913)
- The Coming of Gretchen, de Bert Angeles (1913)
- Bingles and the Cabaret, de Frederick A. Thomson (1913)
- A Millinery Bomb, de Wilfrid North (1913)
- An Old Man's Love Story, de Van Dyke Brooke (1913)
- The Troublesome Daughters, de Frederick A. Thomson (1913)
- The Late Mr. Jones, de James Young (1913)
- Bingles' Nightmare; or, If It Had Only Been True, de Ralph Ince (1913)
- When Women Go on the Warpath; or, Why Jonesville Went Dry, de Wilfrid North y James Young (1913)
- Bunny for the Cause, de Wilfrid North (1913)
- In the Shadow, de James Lackaye (1913)
- Betty in the Lions' Den, de Frederick A. Thomson (1913)
- That Suit at Ten, de Bert Angeles (1913)
- Timing Cupid, de Harry Lambart (1914)
- Goodness Gracious, de James Young (1914)
- A Pair of Frauds, de Theodore Marston (1914)
- The Christia, de Frederick A. Thomson (1914)
- Her Husband, de Theodore Marston (1914)
- The Silver Snuff Box, de Theodore Marston (1914)
- Fanny's Melodrama, de Wilfrid North y Wally Van (1914)
- Cupid Versus Money, de Van Dyke Brooke (1914)
- Wife Wanted, de Ralph Ince (1914)
- Cutey's Wife, de Wilfrid North y Wally Van (1914)
- Our Fairy Play, de Lee Beggs (1914)
- Mr. Bingle's Melodrama, de George D. Baker (1914)
- The Circus and the Boy, de Tefft Johnson (1914)
- Strictly Neutral, de C.J. Williams (1915)
- The Battle Cry of Peace, de J. Stuart Blackton y Wilfrid North (1915)
- York State Folks, de Harry Jackson (1915)
- The Upstart, de Edwin Carewe (1916)
- Pals First, de Edwin Carewe (1918)

### Director
- Our Wives (1913)
- Which? (1913)
- Cutey's Waterloo (1913)
- In the Shadow (1913)